# 6. ceremonia wręczenia Oscarów
6. ceremonia rozdania Oscarów odbyła się 16 marca 1934 roku w Hotelu Ambassador w Los Angeles.

## Laureaci i nominowani
Dla wyróżnienia zwycięzców poszczególnych kategorii, napisano ich pogrubioną czcionką oraz umieszczono na przedzie (tj. poza kolejnością nominacji na oficjalnych listach).

### Najlepszy Film
- wytwórnia: FOX − Kawalkada
- wytwórnia: Paramount – Pożegnanie z bronią
- wytwórnia: RKO Pictures − Małe kobietki
- wytwórnia: Warner Bros. − Ulica szaleństw
- wytwórnia: Paramount Pictures − Lady Lou
- wytwórnia: Warner Bros. − Jestem zbiegiem
- wytwórnia: Columbia Pictures − Arystokracja podziemi
- wytwórnia: London Films − Prywatne życie Henryka VIII
- wytwórnia: Metro-Goldwyn-Mayer − Uśmiech szczęścia
- wytwórnia: FOX − Jarmark miłości

### Najlepszy Aktor
- Charles Laughton − Prywatne życie Henryka VIII
- Paul Muni − Jestem zbiegiem
- Leslie Howard − Berkeley Square

### Najlepsza Aktorka
- Katharine Hepburn − Poranna chwała
- May Robson − Arystokracja podziemi
- Diana Wynyard − Kawalkada

### Najlepszy Reżyser
- Frank Lloyd − Kawalkada
- Frank Capra − Arystokracja podziemi
- George Cukor − Małe kobietki

### Najlepsze Materiały do Scenariusza
- Robert Lord − Droga bez powrotu
- Frances Marion − The Prizefighter and the Lady
- Charles MacArthur − Ostatnia cesarzowa

### Najlepszy Scenariusz Adaptowany
- Victor Heerman i Sarah Y. Mason − Małe kobietki
- Robert Riskin − Arystokracja podziemi
- Paul Green i Sonya Levien − Jarmark miłości

### Najlepsze Zdjęcia
- Charles Lang − Pożegnanie z bronią
- George Folsey − Spotkanie w Wiedniu
- Karl Struss − Pod znakiem Krzyża

### Najlepsza Scenografia i Dekoracja Wnętrz
- William S. Darling − Kawalkada
- Hans Dreier i Roland Anderson − Pożegnanie z bronią
- Cedric Gibbons − Kiedy kobiety się spotykają

### Najlepszy Dźwięk
- Paramount Studio Sound Department, reżyser dźwięku: Franklin B. Hansen − Pożegnanie z bronią
- Warner Bros. Studio Sound Department, reżyser dźwięku: Nathan Levinson − Ulica szaleństw
- Warner Bros. Studio Sound Department, reżyser dźwięku: Nathan Levinson − Poszukiwaczki złota
- Warner Bros. Studio Sound Department, reżyser dźwięku: Nathan Levinson − Jestem zbiegiem

### Najlepszy Asystent Reżysera
- Charles Barton (Paramount Pictures)
- Scott Beal (Universal Studios)
- Charles Dorian (Metro-Goldwyn-Mayer)
- Fred Fox (United Artists)
- Gordon Hollingshead (Warner Bros.)
- Dewey Starkey (RKO Pictures)
- William Tummell (20th Century Fox)
- Al Alborn (Warner Bros.)
- Sidney S. Brod (Paramount Pictures)
- Bunny Dull (Metro-Goldwyn-Mayer)
- Percy Ikerd (20th Century Fox)
- Arthur Jacobson (Paramount Pictures)
- Eddie Killey (RKO Pictures)
- Joe McDonough (Universal Studios)
- W. J. Reiter (Universal Studios)
- Frank X. Shaw (Warner Bros.)
- Benjamin Silvey (United Artists)
- John S. Waters (Metro-Goldwyn-Mayer)

### Najlepszy Krótkometrażowy Film Animowany
- Walt Disney − The Three Little Pigs (z serii Silly Symphonies)
- Walt Disney − Building a Building (z serii o Myszce Miki)
- Walter Lantz − The Merry Old School (z serii o Króliku Oswaldzie)

### Najlepszy Krótkometrażowy Film Komediowy
- Louis Brock (RKO Pictures) − So This Is Harris!
- Louis Brock (RKO Pictures) − A Preferred List
- Warren Doane (Universal Studios) − Mister Muggs

### Najlepsza Krótkometrażowa Nowela
- Educational − Krakatoa
- Pete Smith − Menu
- Educational − The Sea (z serii Battle for Life)

### Nagrody Naukowe i Techniczne

#### Klasa II
- Electrical Research Products Inc. − za pracę przy odtwarzaniu dźwięku.
- RCA-Victor-Company Inc. − za pracę przy odtwarzaniu dźwięku.

#### Klasa III
- Fox Film Corporation; Fred Jackman i Warner Bros. oraz Sidney Sanders z RKO Pictures − za pracę przy rozwoju technologii zdjęć i odtwarzania filmów.